# Coppa del Mondo di biathlon 2019
La Coppa del Mondo di biathlon 2019 è stata la quarantaduesima edizione della manifestazione organizzata dall'Unione Internazionale Biathlon; è iniziata il 2 dicembre 2018 a Pokljuka, in Slovenia, e si è conclusa il 24 marzo 2019 a Oslo Holmenkollen, in Norvegia. Nel corso della stagione si sono tenuti a Östersund i Campionati mondiali di biathlon 2019, validi anche ai fini della Coppa del Mondo, il cui calendario non ha dunque contemplato interruzioni. Sia in campo maschile sia in campo femminile si sono disputate 25 delle 26 gare individuali previste e tutte e 5 le prove a squadre.
In campo maschile il norvegese Johannes Thingnes Bø ha vinto la Coppa del Mondo generale - il detentore era il francese Martin Fourcade - e tutte le coppe di specialità.
In campo femminile la Coppa del Mondo generale - la cui detentrice era la finlandese Kaisa Mäkäräinen - è andata all'italiana Dorothea Wierer, che si è aggiudicata anche la coppa di inseguimento; le altre coppe di specialità sono state vinte dall'italiana Lisa Vittozzi (individuale), alla svedese Hanna Öberg (partenza in linea) e alla slovacca Anastasija Kuz'mina (sprint), che si è ritirata al termine della stagione.
Sono state disputate sei staffette miste in tre diverse località.

## Calendario
| Località             | Data                        | Individuale | Sprint   | Inseguimento | Partenza in linea | Staffetta | Staffetta mista | Staffetta singola mista |
| -------------------- | --------------------------- | ----------- | -------- | ------------ | ----------------- | --------- | --------------- | ----------------------- |
| Pokljuka             | 30 novembre-9 dicembre 2018 | ●           | ●        | ●            |                   |           | ●               | ●                       |
| Hochfilzen           | 10-16 dicembre 2018         |             | ●        | ●            |                   | ●         |                 |                         |
| Nové Město na Moravě | 17-22 dicembre 2018         |             | ●        | ●            | ●                 |           |                 |                         |
| Oberhof              | 7-13 gennaio 2019           |             | ●        | ●            |                   | ●         |                 |                         |
| Ruhpolding           | 14-20 gennaio 2019          |             | ●        |              | ●                 | ●         |                 |                         |
| Antholz-Anterselva   | 21-27 gennaio 2019          |             | ●        | ●            | ●                 |           |                 |                         |
| Canmore              | 4-10 febbraio 2019          | ●           | ●        |              |                   | ●         |                 |                         |
| Salt Lake City       | 11-17 febbraio 2019         |             | ●        | ●            |                   |           | ●               | ●                       |
| Östersund            | 7-17 marzo 2019             | Mondiali    | Mondiali | Mondiali     | Mondiali          | Mondiali  | Mondiali        | Mondiali                |
| Oslo Holmenkollen    | 18-24 marzo 2019            |             | ●        | ●            | ●                 |           |                 |                         |
| Totale               | Totale                      | 3           | 10       | 8            | 5                 | 5         | 3               | 3                       |

## Uomini

### Risultati
| Data                                 | Località             | Nazione     | Spec. | Primo                                                                                            | Secondo                                                                               | Terzo                                                                            |
| ------------------------------------ | -------------------- | ----------- | ----- | ------------------------------------------------------------------------------------------------ | ------------------------------------------------------------------------------------- | -------------------------------------------------------------------------------- |
| 6 dicembre 2018                      | Pokljuka             | Slovenia    | IN    | Martin Fourcade                                                                                  | Johannes Kühn                                                                         | Simon Eder                                                                       |
| 7 dicembre 2018                      | Pokljuka             | Slovenia    | SP    | Johannes Thingnes Bø                                                                             | Antonin Guigonnat                                                                     | Aleksandr Loginov                                                                |
| 9 dicembre 2018                      | Pokljuka             | Slovenia    | PU    | Johannes Thingnes Bø                                                                             | Quentin Fillon Maillet                                                                | Aleksandr Loginov                                                                |
| 14 dicembre 2018                     | Hochfilzen           | Austria     | SP    | Johannes Thingnes Bø                                                                             | Martin Fourcade                                                                       | Benedikt Doll                                                                    |
| 15 dicembre 2018                     | Hochfilzen           | Austria     | PU    | Martin Fourcade                                                                                  | Arnd Peiffer                                                                          | Vetle Sjåstad Christiansen                                                       |
| 16 dicembre 2018                     | Hochfilzen           | Austria     | RL    | Svezia Peppe Femling Martin Ponsiluoma Torstein Stenersen Sebastian Samuelsson                   | Norvegia Lars Helge Birkeland Henrik L'Abée-Lund Tarjei Bø Vetle Sjåstad Christiansen | Germania Simon Schempp Johannes Kühn Arnd Peiffer Benedikt Doll                  |
| 20 dicembre 2018                     | Nové Město na Moravě | Rep. Ceca   | SP    | Johannes Thingnes Bø                                                                             | Aleksandr Loginov                                                                     | Martin Ponsiluoma                                                                |
| 22 dicembre 2018                     | Nové Město na Moravě | Rep. Ceca   | PU    | Johannes Thingnes Bø                                                                             | Aleksandr Loginov                                                                     | Tarjei Bø                                                                        |
| 23 dicembre 2018                     | Nové Město na Moravě | Rep. Ceca   | MS    | Johannes Thingnes Bø                                                                             | Quentin Fillon Maillet                                                                | Evgenij Garaničev                                                                |
| 11 gennaio 2019                      | Oberhof              | Germania    | SP    | Aleksandr Loginov                                                                                | Johannes Thingnes Bø                                                                  | Sebastian Samuelsson                                                             |
| 12 gennaio 2019                      | Oberhof              | Germania    | PU    | Johannes Thingnes Bø                                                                             | Arnd Peiffer                                                                          | Lukas Hofer                                                                      |
| 13 gennaio 2019                      | Oberhof              | Germania    | RL    | Russia Maksim Cvetkov Evgenij Garaničev Dmitrij Malyško Aleksandr Loginov                        | Francia Antonin Guigonnat Simon Desthieux Quentin Fillon Maillet Martin Fourcade      | Austria Tobias Eberhard Simon Eder Dominik Landertinger Julian Eberhard          |
| 17 gennaio 2019                      | Ruhpolding           | Germania    | SP    | Johannes Thingnes Bø                                                                             | Tarjei Bø                                                                             | Benedikt Doll                                                                    |
| 18 gennaio 2019                      | Ruhpolding           | Germania    | RL    | Norvegia Lars Helge Birkeland Vetle Sjåstad Christiansen Tarjei Bø Johannes Thingnes Bø          | Germania Roman Rees Johannes Kühn Arnd Peiffer Benedikt Doll                          | Francia Émilien Jacquelin Martin Fourcade Quentin Fillon Maillet Simon Desthieux |
| 20 gennaio 2019                      | Ruhpolding           | Germania    | MS    | Johannes Thingnes Bø                                                                             | Julian Eberhard                                                                       | Quentin Fillon Maillet                                                           |
| 25 gennaio 2019                      | Anterselva           | Italia      | SP    | Johannes Thingnes Bø                                                                             | Erlend Bjøntegaard                                                                    | Antonin Guigonnat                                                                |
| 26 gennaio 2019                      | Anterselva           | Italia      | PU    | Johannes Thingnes Bø                                                                             | Antonin Guigonnat                                                                     | Quentin Fillon Maillet                                                           |
| 27 gennaio 2019                      | Anterselva           | Italia      | MS    | Quentin Fillon Maillet                                                                           | Johannes Thingnes Bø                                                                  | Arnd Peiffer                                                                     |
| 7 febbraio 2019                      | Canmore              | Canada      | IN    | Johannes Thingnes Bø                                                                             | Vetle Sjåstad Christiansen                                                            | Aleksandr Loginov                                                                |
| 8 febbraio 2019                      | Canmore              | Canada      | RL    | Norvegia Lars Helge Birkeland Vetle Sjåstad Christiansen Erlend Bjøntegaard Johannes Thingnes Bø | Francia Antonin Guigonnat Émilien Jacquelin Simon Fourcade Quentin Fillon Maillet     | Russia Evgenij Garaničev Ėduard Latypov Aleksandr Loginov Aleksandr Povarnicyn   |
| 10 febbraio 2019                     | Canmore              | Canada      | SP    | annullata                                                                                        | annullata                                                                             | annullata                                                                        |
| 15 febbraio 2019                     | Salt Lake City       | Stati Uniti | SP    | Vetle Sjåstad Christiansen                                                                       | Simon Desthieux                                                                       | Roman Rees                                                                       |
| 16 febbraio 2019                     | Salt Lake City       | Stati Uniti | PU    | Quentin Fillon Maillet                                                                           | Vetle Sjåstad Christiansen                                                            | Simon Desthieux                                                                  |
| Campionati mondiali di biathlon 2019 |                      |             |       |                                                                                                  |                                                                                       |                                                                                  |
| 9 marzo 2019                         | Östersund            | Svezia      | SP    | Johannes Thingnes Bø                                                                             | Aleksandr Loginov                                                                     | Quentin Fillon Maillet                                                           |
| 10 marzo 2019                        | Östersund            | Svezia      | PU    | Dmytro Pidručnyj                                                                                 | Johannes Thingnes Bø                                                                  | Quentin Fillon Maillet                                                           |
| 13 marzo 2019                        | Östersund            | Svezia      | IN    | Arnd Peiffer                                                                                     | Vladimir Iliev                                                                        | Tarjei Bø                                                                        |
| 16 marzo 2019                        | Östersund            | Svezia      | RL    | Norvegia Lars Helge Birkeland Vetle Sjåstad Christiansen Tarjei Bø Johannes Thingnes Bø          | Germania Erik Lesser Roman Rees Arnd Peiffer Benedikt Doll                            | Russia Matvej Eliseev Nikita Poršnev Dmitrij Malyško Aleksandr Loginov           |
| 17 marzo 2019                        | Östersund            | Svezia      | MS    | Dominik Windisch                                                                                 | Antonin Guigonnat                                                                     | Julian Eberhard                                                                  |
| 22 marzo 2019                        | Oslo Holmenkollen    | Norvegia    | SP    | Johannes Thingnes Bø                                                                             | Lukas Hofer                                                                           | Quentin Fillon Maillet                                                           |
| 23 marzo 2019                        | Oslo Holmenkollen    | Norvegia    | PU    | Johannes Thingnes Bø                                                                             | Tarjei Bø                                                                             | Arnd Peiffer                                                                     |
| 24 marzo 2019                        | Oslo Holmenkollen    | Norvegia    | MS    | Johannes Thingnes Bø                                                                             | Arnd Peiffer                                                                          | Benedikt Doll                                                                    |

Legenda:

IN = individuale (20 km)

SP = sprint (10 km)

PU = inseguimento (12,5 km)

MS = partenza in linea (15 km)

RL = staffetta (4x7,5 km)

### Classifiche

#### Generale
| Pos. | Nome                   | Nazione  | Punti |
| ---- | ---------------------- | -------- | ----- |
| 1    | Johannes Thingnes Bø   | Norvegia | 1262  |
| 2    | Aleksandr Loginov      | Russia   | 854   |
| 3    | Quentin Fillon Maillet | Francia  | 843   |
| 4    | Simon Desthieux        | Francia  | 831   |
| 5    | Arnd Peiffer           | Germania | 802   |
| 6    | Tarjei Bø              | Norvegia | 724   |
| 7    | Benedikt Doll          | Germania | 705   |
| 8    | Simon Eder             | Austria  | 701   |
| 9    | Julian Eberhard        | Austria  | 695   |
| 10   | Lukas Hofer            | Italia   | 694   |

#### Sprint
| Pos. | Nome                 | Nazione  | Punti |
| ---- | -------------------- | -------- | ----- |
| 1    | Johannes Thingnes Bø | Norvegia | 514   |
| 2    | Aleksandr Loginov    | Russia   | 350   |
| 3    | Simon Desthieux      | Francia  | 338   |
| 4    | Benedikt Doll        | Germania | 305   |
| 5    | Antonin Guigonnat    | Francia  | 271   |

#### Inseguimento
| Pos. | Nome                   | Nazione  | Punti |
| ---- | ---------------------- | -------- | ----- |
| 1    | Johannes Thingnes Bø   | Norvegia | 386   |
| 2    | Quentin Fillon Maillet | Francia  | 315   |
| 3    | Aleksandr Loginov      | Russia   | 305   |
| 4    | Simon Desthieux        | Francia  | 271   |
| 5    | Tarjei Bø              | Norvegia | 266   |

#### Partenza in linea
| Pos. | Nome                   | Nazione  | Punti |
| ---- | ---------------------- | -------- | ----- |
| 1    | Johannes Thingnes Bø   | Norvegia | 262   |
| 2    | Arnd Peiffer           | Germania | 219   |
| 3    | Quentin Fillon Maillet | Francia  | 218   |
| 4    | Julian Eberhard        | Austria  | 196   |
| 5    | Benedikt Doll          | Germania | 167   |

#### Individuale
| Pos. | Nome                       | Nazione  | Punti |
| ---- | -------------------------- | -------- | ----- |
| 1    | Johannes Thingnes Bø       | Norvegia | 128   |
| 2    | Vetle Sjåstad Christiansen | Norvegia | 118   |
| 3    | Lars Helge Birkeland       | Norvegia | 97    |
| 4    | Arnd Peiffer               | Germania | 88    |
| 5    | Aleksandr Loginov          | Russia   | 87    |

#### Staffetta
| Pos. | Nazione  | Punti |
| ---- | -------- | ----- |
| 1    | Norvegia | 270   |
| 2    | Russia   | 236   |
| 3    | Germania | 233   |
| 4    | Francia  | 226   |
| 5    | Austria  | 208   |

#### Nazioni
| Pos. | Nazione  | Punti |
| ---- | -------- | ----- |
| 1    | Norvegia | 8147  |
| 2    | Francia  | 7598  |
| 3    | Germania | 7447  |
| 4    | Russia   | 7110  |
| 5    | Austria  | 6779  |

## Donne

### Risultati
| Data                                 | Località             | Nazione     | Spec. | Primo                                                                                    | Secondo                                                                                          | Terzo                                                                         |
| ------------------------------------ | -------------------- | ----------- | ----- | ---------------------------------------------------------------------------------------- | ------------------------------------------------------------------------------------------------ | ----------------------------------------------------------------------------- |
| 6 dicembre 2018                      | Pokljuka             | Slovenia    | IN    | Julija Džyma                                                                             | Monika Hojnisz                                                                                   | Markéta Davidová                                                              |
| 8 dicembre 2018                      | Pokljuka             | Slovenia    | SP    | Kaisa Mäkäräinen                                                                         | Dorothea Wierer                                                                                  | Justine Braisaz                                                               |
| 9 dicembre 2018                      | Pokljuka             | Slovenia    | PU    | Kaisa Mäkäräinen                                                                         | Dorothea Wierer                                                                                  | Paulína Fialková                                                              |
| 13 dicembre 2018                     | Hochfilzen           | Austria     | SP    | Dorothea Wierer                                                                          | Kaisa Mäkäräinen                                                                                 | Ekaterina Jurlova-Percht                                                      |
| 15 dicembre 2018                     | Hochfilzen           | Austria     | PU    | Kaisa Mäkäräinen                                                                         | Paulína Fialková                                                                                 | Dorothea Wierer                                                               |
| 16 dicembre 2018                     | Hochfilzen           | Austria     | RL    | Italia Lisa Vittozzi Alexia Runggaldier Dorothea Wierer Federica Sanfilippo              | Svezia Linn Persson Mona Brorsson Emma Nilsson Hanna Öberg                                       | Francia Anaïs Chevalier Julia Simon Célia Aymonier Anaïs Bescond              |
| 21 dicembre 2018                     | Nové Město na Moravě | Rep. Ceca   | SP    | Marte Olsbu Røiseland                                                                    | Laura Dahlmeier                                                                                  | Paulína Fialková                                                              |
| 22 dicembre 2018                     | Nové Město na Moravě | Rep. Ceca   | PU    | Marte Olsbu Røiseland                                                                    | Dorothea Wierer                                                                                  | Hanna Öberg                                                                   |
| 23 dicembre 2018                     | Nové Město na Moravě | Rep. Ceca   | MS    | Anastasija Kuz'mina                                                                      | Paulína Fialková                                                                                 | Anaïs Chevalier                                                               |
| 10 gennaio 2019                      | Oberhof              | Germania    | SP    | Lisa Vittozzi                                                                            | Anaïs Chevalier                                                                                  | Hanna Öberg                                                                   |
| 12 gennaio 2019                      | Oberhof              | Germania    | PU    | Lisa Vittozzi                                                                            | Anastasija Kuz'mina                                                                              | Anaïs Chevalier                                                               |
| 13 gennaio 2019                      | Oberhof              | Germania    | RL    | Russia Evgenija Pavlova Margarita Vasil'eva Larisa Kuklina Ekaterina Jurlova             | Germania Karolin Horchler Franziska Hildebrand Franziska Preuß Denise Herrmann                   | Rep. Ceca Lucie Charvátová Veronika Vítková Markéta Davidová Eva Puskarčíková |
| 17 gennaio 2019                      | Ruhpolding           | Germania    | SP    | Anastasija Kuz'mina                                                                      | Lisa Vittozzi                                                                                    | Hanna Öberg                                                                   |
| 19 gennaio 2019                      | Ruhpolding           | Germania    | RL    | Francia Julia Simon Anaïs Bescond Justine Braisaz Anaïs Chevalier                        | Norvegia Synnøve Solemdal Ingrid Landmark Tandrevold Tiril Eckhoff Marte Olsbu Røiseland         | Germania Vanessa Hinz Laura Dahlmeier Franziska Preuß Denise Herrmann         |
| 20 gennaio 2019                      | Ruhpolding           | Germania    | MS    | Franziska Preuß                                                                          | Ingrid Landmark Tandrevold                                                                       | Paulína Fialková                                                              |
| 24 gennaio 2019                      | Anterselva           | Italia      | SP    | Markéta Davidová                                                                         | Kaisa Mäkäräinen                                                                                 | Marte Olsbu Røiseland                                                         |
| 26 gennaio 2019                      | Anterselva           | Italia      | PU    | Dorothea Wierer                                                                          | Laura Dahlmeier                                                                                  | Lisa Vittozzi                                                                 |
| 27 gennaio 2019                      | Anterselva           | Italia      | MS    | Laura Dahlmeier                                                                          | Markéta Davidová                                                                                 | Vanessa Hinz                                                                  |
| 7 febbraio 2019                      | Canmore              | Canada      | IN    | Tiril Eckhoff                                                                            | Markéta Davidová                                                                                 | Lisa Vittozzi                                                                 |
| 8 febbraio 2019                      | Canmore              | Canada      | RL    | Germania Vanessa Hinz Franziska Hildebrand Denise Herrmann Laura Dahlmeier               | Norvegia Emilie Ågheim Kalkenberg Ingrid Landmark Tandrevold Tiril Eckhoff Marte Olsbu Røiseland | Francia Anaïs Chevalier Justine Braisaz Anaïs Bescond Julia Simon             |
| 10 febbraio 2019                     | Canmore              | Canada      | SP    | annullata                                                                                | annullata                                                                                        | annullata                                                                     |
| 14 febbraio 2019                     | Salt Lake City       | Stati Uniti | SP    | Marte Olsbu Røiseland                                                                    | Kaisa Mäkäräinen                                                                                 | Franziska Hildebrand                                                          |
| 16 febbraio 2019                     | Salt Lake City       | Stati Uniti | PU    | Denise Herrmann                                                                          | Franziska Hildebrand                                                                             | Kaisa Mäkäräinen                                                              |
| Campionati mondiali di biathlon 2019 |                      |             |       |                                                                                          |                                                                                                  |                                                                               |
| 9 marzo 2019                         | Östersund            | Svezia      | SP    | Anastasija Kuz'mina                                                                      | Ingrid Landmark Tandrevold                                                                       | Laura Dahlmeier                                                               |
| 10 marzo 2019                        | Östersund            | Svezia      | PU    | Denise Herrmann                                                                          | Tiril Eckhoff                                                                                    | Laura Dahlmeier                                                               |
| 12 marzo 2019                        | Östersund            | Svezia      | IN    | Hanna Öberg                                                                              | Lisa Vittozzi                                                                                    | Justine Braisaz                                                               |
| 16 marzo 2019                        | Östersund            | Svezia      | RL    | Norvegia Synnøve Solemdal Ingrid Landmark Tandrevold Tiril Eckhoff Marte Olsbu Røiseland | Svezia Linn Persson Mona Brorsson Anna Magnusson Hanna Öberg                                     | Ucraina Anastasija Merkušyna Vita Semerenko Julija Džyma Valentyna Semerenko  |
| 17 marzo 2019                        | Östersund            | Svezia      | MS    | Dorothea Wierer                                                                          | Ekaterina Jurlova-Percht                                                                         | Denise Herrmann                                                               |
| 21 marzo 2019                        | Oslo Holmenkollen    | Norvegia    | SP    | Anastasija Kuz'mina                                                                      | Franziska Preuß                                                                                  | Paulína Fialková                                                              |
| 23 marzo 2019                        | Oslo Holmenkollen    | Norvegia    | PU    | Anastasija Kuz'mina                                                                      | Denise Herrmann                                                                                  | Hanna Öberg                                                                   |
| 24 marzo 2019                        | Oslo Holmenkollen    | Norvegia    | MS    | Hanna Öberg                                                                              | Tiril Eckhoff                                                                                    | Clare Egan                                                                    |

Legenda:

IN = individuale (15 km)

SP = sprint (7,5 km)

PU = inseguimento (10 km)

MS = partenza in linea (12,5 km)

RL = staffetta (4x6 km)

### Classifiche

#### Generale
| Pos. | Nome                  | Nazione    | Punti |
| ---- | --------------------- | ---------- | ----- |
| 1    | Dorothea Wierer       | Italia     | 904   |
| 2    | Lisa Vittozzi         | Italia     | 882   |
| 3    | Anastasija Kuz'mina   | Slovacchia | 870   |
| 4    | Marte Olsbu Røiseland | Norvegia   | 855   |
| 5    | Hanna Öberg           | Svezia     | 741   |
| 6    | Paulína Fialková      | Slovacchia | 687   |
| 7    | Kaisa Mäkäräinen      | Finlandia  | 673   |
| 8    | Denise Herrmann       | Germania   | 611   |
| 9    | Franziska Preuß       | Germania   | 570   |
| 10   | Monika Hojnisz        | Polonia    | 567   |

#### Sprint
| Pos. | Nome                  | Nazione    | Punti |
| ---- | --------------------- | ---------- | ----- |
| 1    | Anastasija Kuz'mina   | Slovacchia | 371   |
| 2    | Dorothea Wierer       | Italia     | 330   |
| 3    | Marte Olsbu Røiseland | Norvegia   | 326   |
| 4    | Lisa Vittozzi         | Italia     | 309   |
| 5    | Kaisa Mäkäräinen      | Finlandia  | 280   |

#### Inseguimento
| Pos. | Nome                  | Nazione    | Punti |
| ---- | --------------------- | ---------- | ----- |
| 1    | Dorothea Wierer       | Italia     | 327   |
| 2    | Marte Olsbu Røiseland | Norvegia   | 312   |
| 3    | Anastasija Kuz'mina   | Slovacchia | 309   |
| 4    | Lisa Vittozzi         | Italia     | 301   |
| 5    | Kaisa Mäkäräinen      | Finlandia  | 286   |

#### Partenza in linea
| Pos. | Nome                     | Nazione    | Punti |
| ---- | ------------------------ | ---------- | ----- |
| 1    | Hanna Öberg              | Svezia     | 220   |
| 2    | Dorothea Wierer          | Italia     | 194   |
| 3    | Paulína Fialková         | Slovacchia | 194   |
| 4    | Marte Olsbu Røiseland    | Norvegia   | 161   |
| 5    | Ekaterina Jurlova-Percht | Russia     | 155   |

#### Individuale
| Pos. | Nome                | Nazione    | Punti |
| ---- | ------------------- | ---------- | ----- |
| 1    | Lisa Vittozzi       | Italia     | 140   |
| 2    | Paulína Fialková    | Slovacchia | 111   |
| 3    | Markéta Davidová    | Rep. Ceca  | 102   |
| 4    | Hanna Öberg         | Svezia     | 94    |
| 4    | Lisa Theresa Hauser | Austria    | 94    |

#### Staffetta
| Pos. | Nazione  | Punti |
| ---- | -------- | ----- |
| 1    | Norvegia | 249   |
| 2    | Germania | 241   |
| 3    | Francia  | 230   |
| 4    | Svezia   | 215   |
| 5    | Russia   | 214   |

#### Nazioni
| Pos. | Nazione  | Punti |
| ---- | -------- | ----- |
| 1    | Norvegia | 7430  |
| 2    | Germania | 7371  |
| 3    | Francia  | 7219  |
| 4    | Russia   | 6831  |
| 5    | Italia   | 6800  |

## Misto

### Risultati
| Data             | Località       | Nazione     | Spec.        | Primo                                                                                        | Secondo                                                              | Terzo                                                                                        |
| ---------------- | -------------- | ----------- | ------------ | -------------------------------------------------------------------------------------------- | -------------------------------------------------------------------- | -------------------------------------------------------------------------------------------- |
| 2 dicembre 2018  | Pokljuka       | Slovenia    | SMX (D-U)    | Norvegia Thekla Brun-Lie Lars Helge Birkeland                                                | Austria Lisa Hauser Simon Eder                                       | Ucraina Anastasija Merkušyna Artem Tyščenko                                                  |
| 2 dicembre 2018  | Pokljuka       | Slovenia    | MX (D-D-U-U) | Francia Anaïs Bescond Justine Braisaz Martin Fourcade Simon Desthieux                        | Svizzera Elisa Gasparin Lena Häcki Benjamin Weger Jeremy Finello     | Italia Lisa Vittozzi Dorothea Wierer Dominik Windisch Lukas Hofer                            |
| 17 febbraio 2019 | Salt Lake City | Stati Uniti | SMX (U-D)    | Italia Lukas Hofer Dorothea Wierer                                                           | Austria Simon Eder Lisa Hauser                                       | Francia Antonin Guigonnat Julia Simon                                                        |
| 17 febbraio 2019 | Salt Lake City | Stati Uniti | MX (U-U-D-D) | Francia Quentin Fillon Maillet Simon Desthieux Célia Aymonier Anaïs Chevalier                | Germania Erik Lesser Benedikt Doll Franziska Hildebrand Vanessa Hinz | Norvegia Vetle Sjåstad Christiansen Johannes Thingnes Bø Tiril Eckhoff Marte Olsbu Røiseland |
| 7 marzo 2019     | Östersund      | Svezia      | MX (D-D-U-U) | Norvegia Marte Olsbu Røiseland Tiril Eckhoff Johannes Thingnes Bø Vetle Sjåstad Christiansen | Germania Vanessa Hinz Denise Herrmann Arnd Peiffer Benedikt Doll     | Italia Lisa Vittozzi Dorothea Wierer Lukas Hofer Dominik Windisch                            |
| 14 marzo 2019    | Östersund      | Svezia      | SMX (D-U)    | Norvegia Marte Olsbu Røiseland Johannes Thingnes Bø                                          | Italia Dorothea Wierer Lukas Hofer                                   | Svezia Hanna Öberg Sebastian Samuelsson                                                      |

Legenda:

MX = staffetta mista 2x6 km + 2x7,5 km 

SMX = staffetta mista individuale

### Classifiche
| Pos. | Nazione  | Punti |
| ---- | -------- | ----- |
| 1    | Norvegia | 306   |
| 2    | Francia  | 281   |
| 3    | Italia   | 266   |
| 4    | Germania | 264   |
| 5    | Svezia   | 238   |